# Ковыльное (Акмолинская область)
Ковыльное — село в Есильском районе Акмолинской области Казахстана. Входит в состав Жаныспайского сельского округа. Код КАТО — 114845200.

## География
Село расположено в 25 км на запад от районного центра города Есиль, в 3 км на юго-восток от центра сельского округа — села Жаныспай. 
Вдоль села проходит Южно-Сибирская магистраль, имеется станция.

## История
С 2000 по 2009 годы село являлось административным центром и единственным населённым пунктом Ковыльненского сельского округа.

## Население
В 1989 году население села составляло 323 человек (из них русских 53%).
В 1999 году население села составляло 637 человек (324 мужчины и 313 женщин). По данным переписи 2009 года в селе проживали 523 человека (251 мужчина и 272 женщины).
| Динамика численности населения | Динамика численности населения | Динамика численности населения |
| 1989                           | 1999                           | 2009                           |
| ------------------------------ | ------------------------------ | ------------------------------ |
| 323                            | ↗637                           | ↘523                           |